# Rogóźnia (Basses-Carpates)
Pour les articles homonymes, voir Rogóźnia.
Rogóźnia est une localité polonaise de la gmina de Harasiuki, située dans le powiat de Nisko en voïvodie des Basses-Carpates.